# Іж-21251
Іж-2125 «Комбі» (Іж-Комбі) – радянський вантажопасажирський легковий автомобіль, що випускався з 1973 по 1982 рік на Іжевському автомобільному заводі, на базі легкового автомобіля Москвич-412.
У 1982 році був модернізований і випускався до 1997 року під назвою Іж-21251 „Комбі”. В результаті модернізації автомобіль було змінено досить суттєво. Він отримав дискові гальма на передніх колесах, вакуумний підсилювач гальм, два незалежні гальмівні контури, суттєво змінену схему  електрообладнання та підретушований дизайн. Формально, модель 21251 є модифікацією моделі 412ІЕ (седан), хоча для заводу вона явно була найулюбленіша.
Автомобіль має кузов типу хетчбек. Заднє сидіння складається, утворюючи рівну підлогу, і дозволяє перевозити довгі предмети. Під підлогою багажника є окрема ніша для запасного колеса та інструментів.

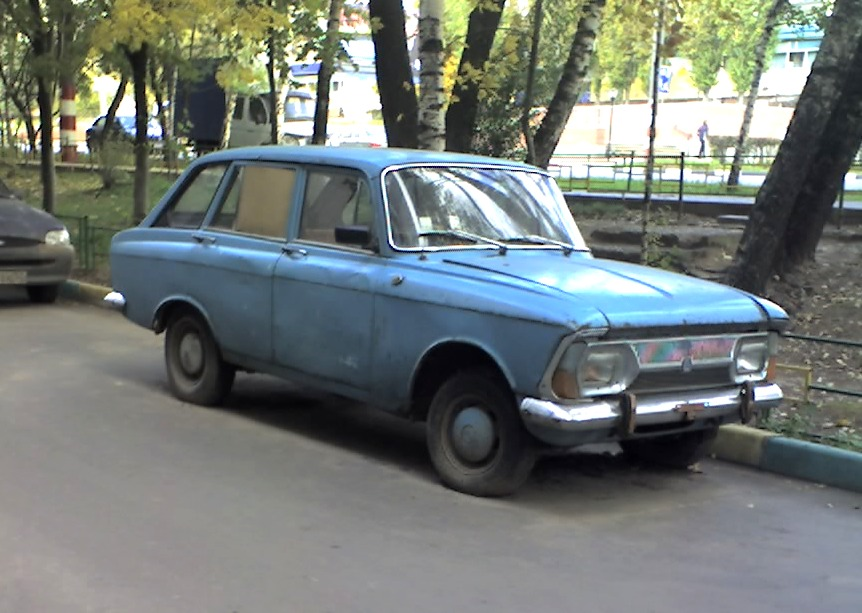
Іж-2125 Ко́мбі 1973—1982
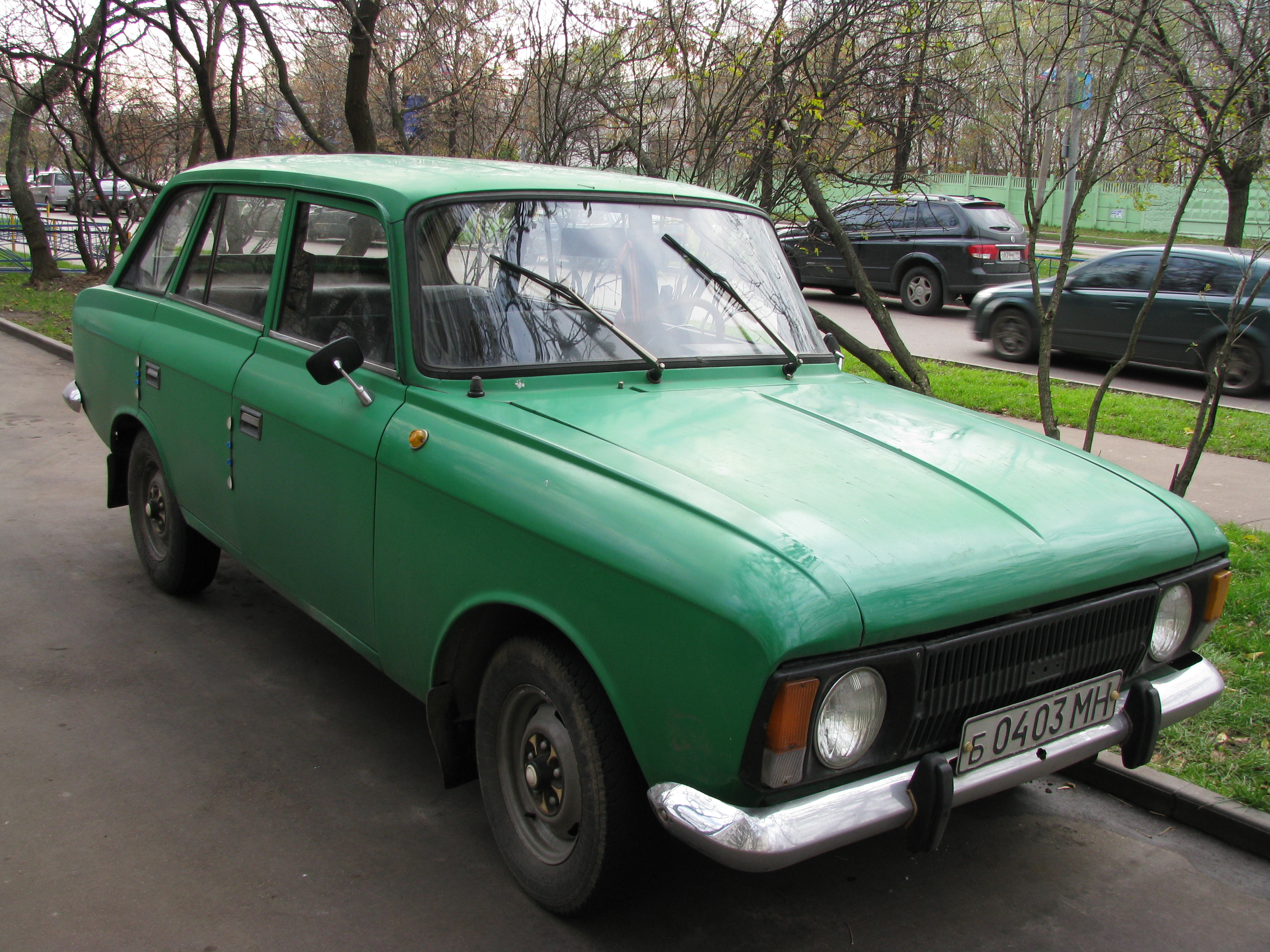
Іж-21251 1982—1997

## В ігровій і сувенірній індустрії
Масштабна модель в масштабі 1:43 виробляється на саратовському заводі «Агат», сьогодні «Моссар».
Модель Іж-2125 також була випущена китайськими виробниками в серії «Автолегенди СРСР» оранжевого кольору (випуск № 53, дата виходу — 31 січня 2012 року), а в квітні 2015 року в рамках цієї ж серії вийшла модель Іж-21251 блакитного кольору.